# Danyang-eup
Danyang-eup (koreanska: 단양읍) är en köping i den centrala delen av Sydkorea, 140 km sydost om huvudstaden Seoul. Den är centralort i kommunen Danyang-gun i provinsen Norra Chungcheong.